# すずキャス!
美森すずかの「すずキャス!」は美森すずかがパーソナリティーを務めているラジオ形式ツイキャスの番組である。
配信時間は毎週土曜日の深夜0:30-1:30。

## 番組概要
- ロータスグループ所属の美森すずかが全て台本から番組構成、音響までを担当しているオリジナルラジオ形式番組。
- ツイキャスとしては異例である毎週決まった曜日·時間内にしか配信されない。
- 配信時間は1時間であり、第1部と第2部に分けて配信されている。
- ときたま時間内に収まりきれなくなり、特別版として第2.5部も配信する事がある。
- OP曲はロック・アラウンド・ザ・クロック（Rock Around the Clock）。ED曲はチャック・ベリー（Chuck Berry）のメドレー。
- 本人の趣味でBGMとしてジャズのメドレーを流している。
- コーナーによってBGMを変えており、主に80年代アイドルの楽曲が多い。

## 主なコーナー
- 美森への質問コーナー
一般的なラジオでいうとふつおた（普通のお便り）のコーナー。質問や感想、意見などをリスナーから募集し答えていく。コーナー内で唯一リスナーの名前Twitterネームを読みあげる。
- 今月のメールテーマ
前月の最終週にその月に合ったテーマをリスナーから募集し、お題に沿って話していくコーナー。リスナーの意見だけではなく美森すずかが自身の思い出を語ることも多い。

- →【変更】井戸端美森

コーナーが唐突に始まるのでテーマを美森すずか自身で提案し、リスナーと意見交換するコーナー。
- ミモリーズミュージック
美森すずかが独断と偏見でアーティストやアイドルを紹介するコーナー。一通りグループの情報を述べた後、おすすめの曲をかける。
- もしも...美森
普段の美森すずかなら絶対に言わないようは台詞とシチュエーションをリスナーが投稿し、美森すずかがリクエスト内容に成りきって演じるコーナー。
- マインドクエスチョン
4択から成る心理テストをするコーナー。内容は辛口なものが多い。
- 居酒屋すず
酒好きな美森すずかがおすすめの銘柄を紹介するコーナー。本人の希望で飲みながら配信するため冒頭に設けられることが多い。
- 美森インフォメーション
美森すずかの作品情報や活動情報を紹介するコーナー。
- 闘魂!美森
企画のテーマをリスナーから募集し、現実化するコーナー。　
→【変更】美森すずかが自ら企画したものにチャレンジし、色々な事に体当たりしていくコーナー。

- 本日のおやすみもり
寝る前に聞きたい台詞をリスナーから募集し、番組の最後に美森すずか自らが選抜した1台詞(たまに2台詞)を演じるコーナー。リクエストに答えた後は「おやすり」で締める。